# George Müller
George Müller (ur. 27 września 1805 w Kroppenstedt, zm. 10 marca 1898 w Bristolu) – założyciel sieci sierocińców w Bristolu i nauczyciel biblijny, działacz ewangelikalny, należący do wspólnoty braci plymuckich.

## Życiorys
Urodził się 27 września 1805 w Kroppenstedt należącym do Królestwa Prus. W młodości kradł, pił alkohol i grał w karty. Gdy miał 15 lat zmarła jego matka. Za namową ojca rozpoczął naukę na uniwersytecie teologicznym w Halle, gdzie doświadczył duchowego nawrócenia.
Planował zostać misjonarzem wśród Żydów, dlatego wyjechał do Londyńskiego Instytutu Misyjnego. Zrezygnował jednak z tego i został kaznodzieją małego zgromadzenia. W 1830 ożenił się i przeniósł do Anglii, gdzie osiadł w Bristolu. Troszczył się o sieroty z najbiedniejszych dzielnic tego miasta. Przez 63 lat prowadził sierocińce. Przez te lata zapewnił chrześcijańskie wykształcenie 122 683 dzieciom. Rozpowszechnił około 250 tys. Biblii i prawie 1,5 mln Nowych Testamentów. Misjonarzom na całym świecie udzielił pomocy finansowej w wysokości około 250 tys. funtów. Początkowo był baptystą, potem związał się z braćmi plymuckimi. Zmarł 10 marca 1898 roku w Bristolu.